# Калашник, Олег Витальевич
Калашник Олег Витальевич - украинский художник. Работает с декоративной живописью, скульптурой (миниатюра / садово-парковая) и станковой графикой. Член Национального Союза Художников Украины (2012). Член художественно-реставрационного объединения «Red Horse».

## Биография
Родился в городе Ахтырка Сумской области 22 февраля 1977 года. Окончил Харьковское художественное училище по специальности «художник-оформитель» (1998) и Харьковскую государственную академию дизайна и искусств по специальности «скульптура» (2004). Работы художника хранятся в музейных и частных коллекциях Украины, Германии, Франции, России, Португалии и США. Живет и работает в Харькове.

## Выставки
- 2021 — Персональная выставка «Высота», г. Харьков, Художественная галерея имени Генриха Семирадского.
- 2020 — Всеукраинское Биеннале, г. Киев.
- 2011, 2013, 2017, 2018 — Фестиваль «ЛОМ», Россия, г. Екатеринбург.
- 2018 — Персональная выставка «О взлетах и падениях», г. Харьков, галерея «Каменный цветок».
- 2017 — Групповая выставка «MUNDY CONTRARIA», г. Киев, галерея «М-17».
- 2017 — Персональная выставка «Веселые картинки», г. Харьков, галерея «Вова-Таня».
- 2016 — «ГагаринFest», г. Харьков.
- 2015 — Групповая выставка «Рассказы для взрослых», г. Киев, Арсенал.
- 2015 — «ГогольFest», г. Киев.
- 2014 — Групповая выставка «Середина лета», г. Киев, галерея «Парсуна».
- 2009 — Групповая выставка «Салат», г. Харьков, галерея «Маэстро».
- 2008 — Биеннале молодежных проектов «Non-Stop Media IV», г. Харьков, Муниципальная галерея. Лауреат, диплом за лучшее концептуальное решение.
- 2008 — V Internationale Biennial of Contemporary Medals, Сейшал, Португалия.
- 2008 — Всеукраинская рождественская выставка, г. Харьков, Дом художника.
- 2007 — Персональная выставка "Живопись. На Земле ", г. Харьков, Interationale Hours.
- 2007 — Всеукраинская рождественская выставка, г. Киев, Дом художника.
- 2007 — Областная Рождественская выставка, г. Харьков, Дом художника.
- 2004 — Internationale Exhibition of Contemporary at the Former Mundet canteens Art medal world congress FIDEM XXIX 2004.
- 2004 — Сейшал, Португалия.
- 2004 — Фестиваль международных проектов «Non-Stop Media», г. Харьков, Муниципальная галерея.
- 2003 — III Internationale Biennial of Contemporary Medals, Сейшал.
- 2003 — Выставка скульптуры малых форм «KING SIZE», г. Харьков, галерея «Палитра».
- 2002 — FIDEM, 28э Congres Internationale de la Midaille art (международный конгресс медального искусства), Франция, Париж.
- 2002 — Проект «Больно дышать» в рамках Общегородской декады творческой молодежи, г. Харьков, Муниципальная галерея.
- 2001 — Всеукраинская выставка посвященная 2000-летию Рождества Христова, г. Харьков, Дом художника.
- 2001 — Персональная выставка живописи и скульптуры, г. Чернигов, Областной молодежный театр.
- 2000 — XXVII FIDEM2000 Internationale medaillenkunst (Международное медальное искусство), Германия, Берлин, Веймар.
- 2000 — Всеукраинская выставка посвященная Дню художника, г. Харьков, Дом художника.
- 2000 — III выставка скульптуры «На границе тысячелетий», г. Харьков, Дом художника.
- 2000 — Областная выставка до Рождества Христова, г. Харьков, Дом художника.
- 1999 — Мост Чехия-Харьков. Выставка нежных русских художников, г. Харьков, галерея «Наоборот».